# WIN.COM
WIN.COM은 MS-DOS에서 실행하는 윈도우 버전을 불러 오는 데 쓰였던 실행 파일이다. 윈도 3.1 버전까지, 도스 프롬프트에서 직접 win.com라고 입력하거나, AUTOEXEC.BAT 줄을 통해 실행하였다. 윈도우 95 이후에는 AUTOEXEC.BAT가 처리된 다음 IO.SYS를 통해 실행된다. XP, 비스타와 같은 일부 윈도우 NT 계열의 운영 체제에서는 하위 호환성을 이유로 SYSTEM32 폴더에 WIN.COM 파일이 존재한다.

## 사용
WIN.COM은 시스템 복구와 진단을 이용하는 몇 가지 매개 변수가 존재한다. WIN.COM이 손상되거나 삭제된 경우 윈도우 95/98을 이용하는 사람들에게 문제가 일어날 수 있다. WIN.COM을 대상으로 하는 바이러스도 초기에 존재했었다.

## 같이 보기
- AUTOEXEC.BAT
- COM 파일
- MS-DOS

## 참조
- 마이크로소프트 지식베이스
- TechEncyclopedia 정의 보관됨 2007-09-27 - 웨이백 머신
- Win.com 오류